# Raj Patel
Pour les articles homonymes, voir Patel.
Raj Patel, né à Londres en 1972, est un économiste, écrivain, chercheur, enseignant et militant politique américain d'origine britannique.
Spécialiste de la crise alimentaire, il a notamment atteint la notoriété par la publication de ses ouvrages Stuffed and Starved : The Hidden Battle for the World Food System (2008) et The Value of Nothing : How to Reshape Market Society and Redefine Democracy qui sont best sellers dans le monde anglo-saxon. Il a contribué à la diffusion de la philosophie du partage.

## Biographie
Raj Patel est diplômé de l’université d’Oxford, de la London School of Economics et de l’université Cornell.
Il a enseigné comme professeur invité au Centre d’Études africaines de l’université de Berkeley, a été chercheur à l’École d’Études sur le Développement de l’université du KwaZulu-Natal et chargé de cours de l'Institute for Food and Development Policy connu aussi sous le nom de Food First.
Spécialiste des crises alimentaires, il est consultant auprès de différentes institution et écrit régulièrement dans différents journaux anglais et américains. Il fait notamment partie du comité consultatif auprès du rapporteur spécial des Nations unies sur le droit à l'alimentation
Il est engagé auprès du mouvement Via Campesina, mouvement international des paysans, des travailleurs agricoles et des travailleurs sans terre.
Début 2010, Raj Patel a été l'objet d'une polémique, lorsque certains ont voulu voir en lui le Messie Maitreya annoncé par Benjamin Creme, un écrivain et conférencier anglais, parfois qualifié de leader sectaire. La presse et le net se sont emparés de la rumeur. Raj Patel a répondu avec humour dans un article du Guardian, et Benjamin Creme a lui-même apporté un démenti tout aussi humoristique dans le même journal. Toutefois, le doute continue de persister, encouragé par le journal américain The New Yorker.

## Publications
- (en) Stuffed and Starved : The Hidden Battle for the World Food System, Melville House Publishing, 2008, 448 p. (ISBN 978-1-933633-49-7)
- (en) The Value of Nothing : How to Reshape Market Society and Redefine Democracy, New York, Picador, 2010, 256 p. (ISBN 978-0-312-42924-9)
- Comment notre monde est devenu cheap, écrit avec Jason W. Moore, traduit de l’anglais par Pierre Vesperini [9], Flammarion, 2018, 336 p.  (ISBN 978-2081381889)